# Alfred Graeff
Caspar Wilhelm Ludwig Alfred Graeff (* 20. April 1826 in Düsseldorf; † 20. Oktober 1895 in Wiesbaden) war ein preußischer Land- und Regierungsrat.

## Leben und Herkunft
Graeff war der Sohn des Rittergutbesitzers Johann Wilhelm Graeff aus Düsseldorf und dessen Ehefrau Magdalena Antoinette, geborene Mengelberg. Nach dem Besuch von Gymnasien in Düsseldorf und Dortmund absolvierte er ein Studium der Rechtswissenschaften in Bonn (Wintersemester 1849/50) und Berlin (1848/51). Nach der erfolgten Auskultatorprüfung bei einem Kammergericht im Jahr 1851 arbeitete er ab dem 17. November 1851 beim Landgericht Düsseldorf. Nachdem er am 30. September 1853 zum Regierungsreferendar ernannt worden war, arbeitete er zuerst bei der Regierung Düsseldorf und ab dem 13. November 1855 bei der Regierung Trier. Nach seinem Staatsexamen Ende 1858 wurde er zum 19. Januar 1859 Regierungsassistent und war weiterhin für die Regierung Trier tätig. Am 6. September 1859 wurde er per Allerhöchster Kabinettsorder (AKO) unter Abstandnahme der präsentierten Kandidaten, zum Landrat des Landkreises Prüm bestallt, der Dienstantritt erfolgte am 8. Oktober 1859. Am 5. März 1873 wurde er zum Regierungsrat ernannt, woraufhin er zur Regierung Breslau wechselte und von dort nochmals am 15. Juni 1877 zur Regierung Wiesbaden, wo der Dienstantritt am 20. September 1877 erfolgte. Auf eigenes Gesuch wurde er zum 1. April 1895 in den Ruhestand versetzt.

## Auszeichnungen
- Kronenorden IV. Klasse[1]
- Roter Adlerorden IV. Klasse[1]

## Familie
Alfred Graeff war seit dem 10. November 1858 in Trier mit Mathilde Euler (* 28. September 1829 in Trier; † 25. November 1916 in Köln), Witwe Franz von Steinäcker's, verheiratet.